# Seneng
Seneng is een bestuurslaag in het regentschap Probolinggo van de provincie Oost-Java, Indonesië. Seneng telt 3089 inwoners (volkstelling 2010).